# Oceans Ate Alaska
Oceans Ate Alaska es una banda británica de metalcore formada en Birmingham, Reino Unido desde 2011. La banda fue bautizada bajo este nombre por el Megatsunami en la Costa de Alaska en 1958.

## Historia
Oceans Ate Alaska en el año de su fundación grabaron su demo "The Kaleidoscope Demo" con 4 temas,al año después de grabar su primer demo firma para el sello Density Records en 2012. Que 6 de febrero de 2012 lanzaría el EP: Taming Lions y en 7 de mayo de 2012 Into The Deep. En 2014, la banda luego firmaría para Fearless Records. La banda se presentó en el álbum recopilatorio de Fearless Records Punk Goes Pop 6 que toca como cover Drunk in Love de Beyoncé.

### Lost Isles(2015–presente)
A comienzos de enero del 2015, se anuncia el nuevo álbum de estudio llamado Lost Isles, el 24 de febrero de 2015, se corrobora los anuncios de cuyo álbum de estudio y lanzando su cuarto sencillo titulado Vultures And Sharks.

## Estilo musical
El estilo de los Oceans Ate Alaska es descrito como una mezcla de Metalcore, Post-hardcore y Metal progresivo, pero algunos fanes consideran al grupo Post-Hardcore por el simple hecho de tener una tendencia más melódica.En su primer álbum Lost Isles demuestran tener un estilo bien técnico, estructurado y melódico para sus oyentes.

## Miembros
| Miembros actuales - Joel Heywood - vocalista (2024–presente) - Adam Zytkiewicz – guitarra solista, coros (2012–presente) - James Kennedy – guitarra rítmica, coros (2010–presente) - Chris Turner – batería (2010–presente) - Mike Stanton – bajo (2012–presente) | Antiguos miembros - Josh Salthouse – guitarra solista (2011–2012) - Alex Hurdley – bajo (2011) - George Arvanitis – bajo (2011–2012) - Jake Noakes - vocalista (2016–2020) - James Harrison - vocalista (2011-2016, 2020–2024) |

## Discografía

### EP
- 2012 – Taming Lions
- 2012 – Into the Deep

### Álbumes de estudio
- 2015 – Lost Isles
- 2017 – Hikari
- 2022 – Disparity

### Demos
- 2010 – The Kaleidoscope Demo

## Videografía
| Fecha | Nombre              | Álbum         |
| ----- | ------------------- | ------------- |
| 2012  | Clocks              | Taming Lions  |
| 2012  | To Catch a Flame    | Into the Deep |
| 2013  | No Strings          | Into the Deep |
| 2015  | Vultures And Sharks | Lost Isles    |
| 2016  | High Horse          | Lost Isles    |
| 2017  | Escapist            | Hikari        |
| 2017  | Hansha              | Hikari        |
| 2018  | Covert              | Hikari        |
| 2020  | Metamorph           | Disparity     |

### Apariciones especiales
- 2014 - Punk Goes Pop 6 - Drunk in Love (cover de Beyoncé)
- 2018 - Songs That Saved My Life - Shape of My Heart (cover de Sting)